# Mokrý Lom
Mokrý Lom è un comune della Repubblica Ceca facente parte del distretto di České Budějovice, in Boemia Meridionale.